# Zhake
Zhake (kinesiska: 扎科, 扎科乡) är en socken i Kina. Den ligger i provinsen Sichuan, i den sydvästra delen av landet, omkring 450 kilometer väster om provinshuvudstaden Chengdu. Antalet invånare är 3157. Befolkningen består av 1 518 kvinnor och 1 639 män. Barn under 15 år utgör 24,0 %, vuxna 15-64 år 69 %, och äldre över 65 år 6,0 %.
Genomsnittlig årsnederbörd är 844 millimeter. Den regnigaste månaden är juni, med i genomsnitt 216 mm nederbörd, och den torraste är december, med 2 mm nederbörd.